# Sandra Näslund
Sandra Näslund, född 6 juli 1996 i Gudmundrå församling i Kramfors, är en svensk skidåkare. Hon tävlar i skicross, där hon till februari 2023 vunnit fyra VM-guld och 38 individuella deltävlingar i världscupen. Vid vinter-OS 2022 i Peking tog Näslund OS-guld i skicross.

## Biografi
År 2010 började Sandra Näslund åka skicross. Fyra år senare var hon Sveriges yngsta deltagare vid vinter-OS i Sotji, där hon nådde femte plats. Hon debuterade i världscupen ett år tidigare. Under årtiondet kom hon sedan att ta över som främsta svenska skicrossåkare, efter skadedrabbade Anna Holmlund.
Vid Idrottsgalan 2015 fick Sandra Näslund både Lilla Bragdguldet och priset som Årets nykomling. Under sin juniorkarriär 2014–2017 tog hon totalt två VM-guld och ett VM-silver.
Sandra Näslund blev Sveriges första världsmästare i skicross då hon vann VM-guld vid VM i skicross 2017 i Sierra Nevada i Spanien. Hon vann ytterligare ett VM-guld på hemmaplan i Idre 2021.
Säsongen 2017–2018 vann hon både skicross- och freestylevärldscuperna för damer. Säsongen 2019/2020 vann hon skicross-världscupen.
Covid-19-pandemin drabbade från och med våren 2020 skidsporten med en mängd inställda tävlingar. Under den våren fick hon tid att hoppa in som lärarvikarie på sin flickväns arbetsplats.
Näslund var en stark medaljkandidat vid 2022 års vinter-OS-tävlingar i Peking. Näslund höll för favorittrycket och vann OS-guld den 17 februari 2022, efter att ha lett finalen från start till mål.
Sandra Näslund tävlar (2025) för Kramfors Alpina Klubb. Den 26 februari 2023 tog hon sitt tredje VM-guld.
Vid VM 2023 i Bakuriani vann hon sitt tredje VM-guld. Hon vann även sitt fjärde, när hon tillsammans med David Mobärg vann lagtävlingen i skicross, den första som hållits under ett världsmästerskap.

## Privatliv
Sandra Näslund var vid vinter-OS 2022 en av 36 tävlande som var öppna med sin HBTQ-identitet. Detta antal var mer än dubbelt så stort som under 2018 års vinter-OS. Hon är sedan 2020 bosatt i Umeå.

## Segrar i deltävlingar i världscupen
| Säsong    | Datum            | Plats                                 |
| --------- | ---------------- | ------------------------------------- |
| 2016/2017 | 14 januari 2017  | Watles, Italien                       |
| 2016/2017 | 11 februari 2017 | Idre, Sverige                         |
| 2017/2018 | 7 december 2017  | Val Thorens, Frankrike                |
| 2017/2018 | 12 december 2017 | Arosa, Graubünden, Schweiz            |
| 2017/2018 | 22 december 2017 | Innichen, Italien                     |
| 2017/2018 | 13 januari 2018  | Idre, Sverige                         |
| 2017/2018 | 14 januari 2018  | Idre, Sverige                         |
| 2017/2018 | 20 januari 2018  | Nakiska, Alberta, Kanada              |
| 2017/2018 | 4 mars 2018      | Sunny Valley, Ryssland                |
| 2018/2019 | 22 december 2018 | Innichen, Italien                     |
| 2018/2019 | 16 februari 2019 | Feldberg, Baden-Württemberg, Tyskland |
| 2018/2019 | 17 februari 2019 | Feldberg, Baden-Württemberg, Tyskland |
| 2019/2020 | 6 december 2019  | Val Thorens, Frankrike                |
| 2019/2020 | 18 januari 2020  | Nakiska, Alberta, Kanada              |
| 2019/2020 | 26 januari 2020  | Idre, Sverige                         |
| 2020/2021 | 19 februari 2021 | Reiteralm, Österrike                  |
| 2020/2021 | 21 mars 2021     | Veysonnaz, Schweiz                    |
| 2021/2022 | 27 november 2021 | Secret Garden, Kina                   |
| 2021/2022 | 11 december 2021 | Val Thorens, Frankrike                |
| 2021/2022 | 12 december 2021 | Val Thorens, Frankrike                |
| 2021/2022 | 19 december 2021 | Innichen, Italien                     |
| 2021/2022 | 20 december 2021 | Innichen, Italien                     |
| 2021/2022 | 14 januari 2022  | Nakiska, Alberta, Kanada              |
| 2021/2022 | 15 januari 2022  | Nakiska, Alberta, Kanada              |
| 2021/2022 | 22 januari 2022  | Idre, Sverige                         |
| 2021/2022 | 23 januari 2022  | Idre, Sverige                         |
| 2021/2022 | 13 mars 2022     | Reiteralm, Österrike                  |
| 2021/2022 | 19 mars 2022     | Veysonnaz, Schweiz                    |
| 2022/2023 | 8 december 2022  | Val Thorens, Frankrike                |
| 2022/2023 | 9 december 2022  | Val Thorens, Frankrike                |
| 2022/2023 | 12 december 2022 | Arosa, Graubünden, Schweiz            |
| 2022/2023 | 21 december 2022 | Innichen, Italien                     |
| 2022/2023 | 22 december 2022 | Innichen, Italien                     |
| 2022/2023 | 21 januari 2023  | Idre, Sverige                         |
| 2022/2023 | 22 januari 2023  | Idre, Sverige                         |
| 2022/2023 | 16 februari 2023 | Reiteralm, Österrike                  |
| 2022/2023 | 17 februari 2023 | Reiteralm, Österrike                  |